# 辻本りょう
辻本　りょう （つじもと りょう、1986年12月10日 - ）は、日本のAV女優。現ティーパワーズ所属、元ロゼオプロモーション所属。

## 略歴・人物
1986年生まれ。日刊ゲンダイのインタビューによると、初体験は14歳。好奇心が強く、初体験の後、3Pなど多くのプレイを試していたという。
2005年4月にAVデビュー。デビュー作は「POWDER SNOW ANGEL（ネクスト）」。
辻本りょう名義以前は、Ryo名義でAVに出演していた。
2011年から2012年までグラビア雑誌「パシャ!（若生出版）」で4コマ漫画を連載していたことがある。

## 出演作品

### アダルトビデオ
2005年
- POWDER SNOW ANGEL （4月15日、ネクスト）
- ボクだけのマドンナ （5月15日、ジェイモデル）
- 君とイク!! 合宿免許9日間 （8月12日、ビッグモーカル）

2006年
- 灼熱デジモ2 レズビアンラブ&ゲーム （5月19日、CROSS）
- マリンスポーツの女 in グアム （6月23日、VIP）オムニバス作品
- レイプ島 （7月19日、CROSS）
- おチンポ大好き!! 色白むっちり道産子娘 （7月19日、CROSS）オムニバス作品
- THE 痴女家庭教師 5 （7月24日、VIP）オムニバス作品
- プライベートでヤッたことのあるモデルとあえてハメ撮りをしてみたらこんなにナマナマしいSEXが撮れました。 （8月18日、メディアバンク）オムニバス作品
- 撮影現場で突然台本にないフェラチオを要求したらモデルはしゃぶってくれるのか? （8月24日、メディアバンク）オムニバス作品
- バカAV女優をダマくらかして密室でこっそり自画撮りオナニーを撮らせちゃいました。 （10月13日、メディアバンク）…オムニバス作品
- 超高級中国エステ裏メニュー （11月19日、CROSS）オムニバス作品

2007年
- バカAV女優とのハメ撮りで勝手にナマ中出ししちゃいました!! （5月11日、メディアバンク）オムニバス作品
- さっちゃん （9月19日、ドグマ）
- 北の国からやってきた素敵な女の子 （11月24日、あけぼの映像）※「つじもとりょう」名義

2008年
- 働くエロい女 女教師×女医×OL （2月8日、GLAY'z）オムニバス作品
- 狙われた人妻 無理やり犯される7人の人妻たち 第5章 （5月10日、隼エージェンシー）オムニバス作品
- L Beautiful Lesbian 彼女たちの美しき魅惑 （5月16日、U&K）
- となりの美人妻 第5章 （6月14日、隼エージェンシー）オムニバス作品
- 女教師レイプ 5 レイプされる6人の女教師 （7月12日、隼エージェンシー）オムニバス作品
- フェラコレ2008夏SP （7月12日、隼エージェンシー）オムニバス作品
- 極上手コキ vol.4 （7月19日、ミスター・インパクト）オムニバス作品
- 美人 OL 女子社員 （9月5日、GLAY'z）オムニバス作品
- 痙攣の館 拷問執行番号:01 六種痙攣亜苦雌傀儡調教術 （12月2日、マッド）

2009年
- 三穴同時発射 （1月7日、桃太郎映像出版）
- 巨乳OL達のねっとり淫乱プレイ （1月30日、WEEKENDER）
- 北島玲のレズビアンアナルM女コレクション （2月19日、CROSS）オムニバス作品
- 巨乳人妻ソープランド （2月19日、イエロー）
- 熟女達の秘めたる楽しみ フィーリングレズビアン 6 （2月23日、グラフィティジャパン）
- おもらし顔騎オナニー 2 （3月13日、アロマ企画）オムニバス作品
- 手コキでベロちゅ〜 6 （4月19日、イエロー）オムニバス作品
- 行列のできる風俗店潜入リポート 相互オナニー倶楽部 （4月20日、スターパラダイス）オムニバス作品
- 潜入!! ストリップ劇場 美人ダンサー達が魅せる生板ショー!! （4月20日、スターパラダイス）オムニバス作品
- 都内 制服売春 03 （5月1日、カルマ）
- 放課後浣腸体罰クラブ （5月19日、ドグマ）
- 女だけのペニバン乱交巨乳レズ （5月19日、CROSS）
- 奴隷色のステージ 5 （6月7日、アタッカーズ）
- ボイン痴女たちの童貞筆下ろし大乱交 （6月13日、MOODYZ）
- 脱ぎたてホクホク パンティ〜手コキ&フェラ 4 （6月19日、イエロー）オムニバス作品
- Tokyo Street Graffiti 07 （7月1日、ゼットン）
- ごっくんマニア （7月19日、エムズビデオグループ）
- 人妻不倫セックス 〈アラサー【26歳〜35歳】〉 （7月25日、エマニエル）オムニバス作品
- 鼻犯 美少女陵辱三昧 （7月27日、耽美会）
- 股間パンチ 02 （8月14日、ギャロップ）
- 44人のおっぱいを揉んで!吸いまくる! 2 （8月19日、ミスター・インパクト）オムニバス作品
- これはドエロい 四つん這ってのチ●ポしゃぶり （8月21日、セックスエージェント）オムニバス作品
- ロリコスモデル拘束 （8月29日、ユープランニング）
- おしおき 強制オナニーと手コキで2回連続イかされ潮まで吹かされちゃう僕 （9月1日、エッジ）…オムニバス作品
- キモ男小便ぶっかけ浣腸凌辱 （9月1日、V）オムニバス作品
- ヒトヅマ ドット 乱交 Mrs.Swapping （9月2日、チーム川崎）
- こだわりの手コキ 4時間SP 13 35人のハンドメイド （9月15日、隼エージェンシー）オムニバス作品
- 光差さぬ絞殺部屋の片隅で霞む意識を堕ちてゆく心と躰… （9月22日、C-Format）オムニバス作品
- アニメヒロイン001 EVER AFTER －もうひとつの物語－ （9月24日、ギャロップ）
- 喉の奥までチンポをくわえて感じる女に突然しゃぶられ無理矢理何度も抜かれちゃう僕 （10月1日、エッジ）オムニバス作品
- THE FUCK FUCK FUCK 3 ハメ盛り美肉おっぴろげ編 （10月10日（レンタル） / 11月6日（セル）、クリスタル映像）オムニバス作品
- ヒロインズ・フォー・ユー （10月13日、ギャロップ）オムニバス作品
- 生搾り飲尿生中出し少女 （10月19日、エムズビデオグループ）
- 絶対に感じてはイケない温泉旅館 声ダメ24時間耐久アクメ （10月22日、SODクリエイト）
- 天然愛液ねばぐっちょ 指でマ○コの穴ん中 ズポズポオナニー （10月23日、セックスエージェント）オムニバス作品
- 発情 激情 熱情 野外情交 （10月25日、FAプロ）オムニバス作品
- 自画撮り 私の変態オナニー （10月25日、アロマ企画）オムニバス作品
- Men's コンビニエンス 1 《デリヘル:Carフェラ》 （11月4日、チーム川崎）オムニバス作品
- 秘密の花園 〜あしうら〜 （11月9日、C-Format）オムニバス作品
- 華麗なる女体格闘 （11月13日、C-Format）オムニバス作品
- 腹急所虐め 鳩尾潰しと内臓破裂 （11月13日、C-Format）
- パンスト顔面騎乗手コキ 2 （11月19日、CROSS）オムニバス作品
- 純情そうだけど超ドスケベの極上淫乱エロ痴女に滅茶苦茶にされたい願望!! （11月23日、C-Format）…オムニバス作品
- おしゃぶり学園 ピンサロ科 2 （12月4日、映天）
- 苦痛と快楽で覚醒されたM男の醜態 （12月13日、C-Format）オムニバス作品
- 私は痴女 第60報告書 気持ちイイ事いっぱいシテシテ （12月12日（レンタル） / 2010年1月8日（セル）、クリスタル映像）オムニバス作品
- お姉さんが犯してあげる 49 （12月12日（レンタル） / 2010年1月8日（セル）、クリスタル映像）オムニバス作品
- フェラコレ 特別編 2 増量4時間ぜーんぶWフェラ （12月15日、隼エージェンシー）オムニバス作品
- 第6弾!! 新型車完成記念 アクメ自転車がイクッ!! DX 最強の二人乗り“TWIN ACME”編 （12月19日、SODクリエイト）
- ソルトシャワー 美女のおしっこみせて （12月19日、ゲロニア）オムニバス作品
- 完全素人を1年間で48人中出しできるか挑戦! 履いてたパンツもついでにGET!! 新宿編 残り16人 （12月21日、h.m.p）オムニバス作品 ※「アユ」名義

2010年
- フェラコレ2010冬SP （1月15日、隼エージェンシー）オムニバス作品
- 素人（裏）ワーク エステのお姉さん 01 （1月21日、h.m.p）オムニバス作品
- 美少女コレクター 胡蝶の罠 （2月1日、シネマジック）
- 断れない状況でSEXしてしまう女たち （2月1日、V）オムニバス作品
- ザ・筆おろし 50 （2月6日（レンタル） / 3月5日（セル）、クリスタル映像）オムニバス作品
- 辻本りょう、覚醒 （2月18日、SODクリエイト）
- 巨乳ギャルを屋外で犯して中出し （2月25日、隼エージェンシー）オムニバス作品
- 苦痛と快楽で覚醒されたM男の醜態！！ 黒木かえで、田村りか、辻本りょう、真中ゆかり  (3月14日、C-Format)
- 女体いたぶり倶楽部 01 客室乗務員編 （3月19日、ギャロップ）
- AV女優オールスター☆ROOKIE乱交水泳大会 （3月19日、ROOKIE）
- 女子校生アナルファッカー 2 （3月25日、ビッグモーカル）オムニバス作品
- 手コキクリニック 11 with （裏）手コキクリニック 〜番外編〜 口淫クリニック （4月6日、SODクリエイト）
- 新 蛇縛の拷問折檻 捜査官、屈するとき…。 （4月7日、アタッカーズ）
- ディープ・レズビアン 〜女AV監督秘話〜 （4月17日（レンタル） / 5月28日（セル）、クリスタル映像）
- 姉妹犯 （4月23日、クリスタル映像）オムニバス作品
- 華麗なる女体格闘 辻本りょう、黒木かえで、真中ゆかり、田村りか  (4月26日、C-Format)
- 潮吹きオナニー （5月1日、MOODYZ）オムニバス作品
- 放課後お掃除フェラ授業 2 （5月1日、映天）オムニバス作品
- テラちんぽ （6月1日、みるきぃぷりん♪）
- もっとも大淫乱 イグイグイグイグイグイグ大乱交 （6月19日、乱丸）
- 素人敏感女子大生生中出し 024 （6月30日、プラム） ※「駒沢亮子」名義
- 究極サンドイッチFUCKスペシャル （7月1日、MOODYZ）
- 私を好きにしてください･･ 純情メイド物語 〜第二章〜 （8月25日、ながえスタイル）
- 会社の同僚と飲みに行った帰りに… （9月1日、エッジ）オムニバス作品
- ケツマンコ激使用レズビアン (11月19日、クロス)

2011年
- 猥褻アヌス使用中 AF浣腸異物挿入アナルプレイ4時間ベスト（9月19日、CROSS）
- ヤブサメ2011BEST OF BEST 10時間SP（12月23日、流鏑馬グラフィティ）

### グラビア
- 週刊実話2009年2月12日号、『雪の札幌に舞う淫らな雪ん娘! マイナス20度の氷点下エロス』127-129、132頁。
- 週刊大衆臨時増刊2010年1月11日号、『真夏に濡れるいけない人妻』6-11頁。
- 週刊大衆2010年3月1日号、『美女のイキ顔が見たいッ!!』234-235頁。
- アサヒ芸能2013年4月11日号、『アサ芸初!無料で見られるスマホ動画対応企画 美形女優5人共艶 背徳の人妻たち スマホをかざせば女たちがアエぎ出す』20頁。